# 艾力更·依明巴海
艾力更·依明巴海（維吾爾語： ئەركىن ئىمىنباقى ‎，拉丁维文：Erkin Iminbaqi，1953年9月—），维吾尔族，新疆英吉沙人，中国共产党、中华人民共和国政治人物，原副国级领导人。中国共产党第十九届中央委员。西北轻工業学院轻工二系硅酸盐专业毕业，大学普通班学历。曾任第十二屆、十三届全国人大常委会副委员长。

## 生平
1971年3月参加工作。1974至1977年，在西北轻工学院（今陕西科技大学）轻工二系硅酸盐专业学习，后在新疆维吾尔自治区乌鲁木齐市陶瓷厂工作。1980年6月加入中国共产党。1984年从政，担任自治区乌鲁木齐市工业局副局长。两年后，担任乌鲁木齐市经委副主任。1992年，担任乌鲁木齐市市长助理。1997年，担任自治区机械电子工业厅厅长。1999年，担任新疆维吾尔自治区人民政府秘书长。2001年，升任自治区政府副主席。2008年，升任自治区第十一届人大常委会主任。2013年3月14日，当选第十二届全国人民代表大会常务委员会副委员长，晋升副国级，成为党和国家领导人。2014年1月，艾力更·依明巴海卸任新疆维吾尔自治区人大常委会主任职务。2018年3月17日，连任第十三届全国人民代表大会常务委员会副委员长。
2020年12月，美国国务院宣布因香港国安法问题制裁全国人大常委会14名副委员长，艾力更·依明巴海在列其中。
2023年3月，艾力更·依明巴海在十四届全国人大一次会议后卸任全国人大常委会副委员长退休。